# Three of a Kind (film 1911 Dawley)
Three of a Kind è un cortometraggio muto del 1911 diretto da J. Searle Dawley.

## Produzione
Il film fu prodotto dalla Edison Company. Venne girato al Garden of the Gods di Colorado Springs.

## Distribuzione
Distribuito dalla General Film Company, il film - un cortometraggio in una bobina - uscì nelle sale cinematografiche statunitensi il 21 ottobre 1911.